# Satoshi Tokiwa
Satoshi Tokiwa (常盤 聡 Tokiwa Satoshi?), född 14 maj 1987 i Tokyo prefektur, är en japansk fotbollsspelare.
Tokiwa började sin karriär 2010 i Mito HollyHock. Efter Mito HollyHock spelade han för Giravanz Kitakyushu, Tokyo Verdy, Roasso Kumamoto och Thespakusatsu Gunma. Han avslutade karriären 2016.